# Jordbävningen vid Salomonöarna 2007

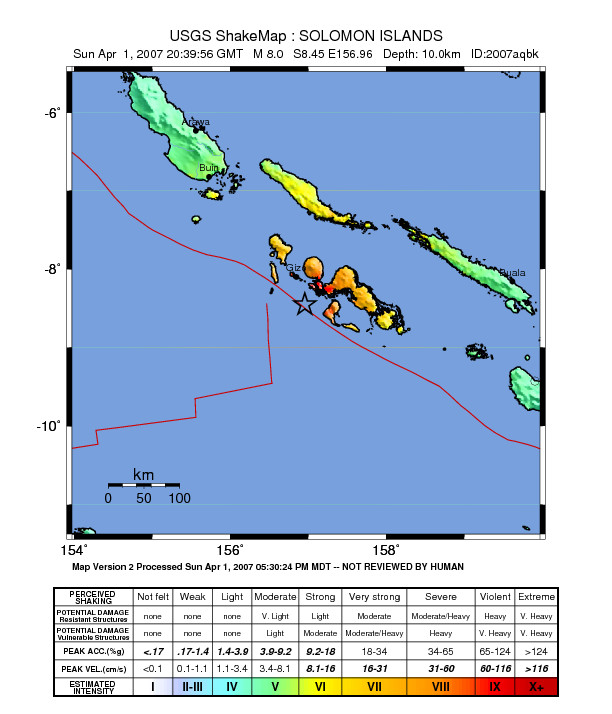
Shakemap över jordbävningen.

Jordbävningen vid Salomonöarna 2007 gav upphov till tsunamin på Salomonöarna 2007. Jordbävningen mätte cirka 8 i magnitud på Richterskalan och skedde måndagen den 2 april 2007 kl 7:39 lokal tid (1 april kl 20:39 UTC). Epicentrumet låg väster om ön New Georgia i Västprovinsen i Salomonöarna och skalvet gav upphov till en tsunami som svepte in över öarna i området. 
Många dog och det blev stora skador på bebyggelsen och infrastrukturen på många orter. I Västprovinsens residensstad Gizo förstördes en stor del av färskvattensystemet och sjukhuset vilket gjorde levnadsförhållandena svåra för de skadade som inte kunde ta sig från orten.

## Internationella hjälpinsatser
Grannlandet Australien lovade 11 miljoner kronor i bistånd och det närliggande Nya Zeeland skickade ett flygplan med bland annat mat och andra förnödenheter. Andra länder som tidigt gav stöd var USA, Taiwan och Frankrike. FN satte upp ett fältsjukhus i Gizo.